# ホルスト・P・ホルスト
ホルスト・P・ホルスト（Horst P. Horst, Horst Paul Albert Bohrmann, 1906年8月14日 - 1999年11月19日）は、戦間期ファッション写真の完成者。ドイツ出身で、のちアメリカで活躍した。雑誌『ヴォーグ』などでの活躍で知られる。優れたモデルを完璧に構成されたスタジオで撮影するというスタイルを完成させた。
彼は1920年代後半にハンブルク市美術館で学び、1930年にそこを離れパリへ向かった。ハンブルクの学校やル・コルビュジエの事務所で建築を学んだ経験がある。一方で、写真についての教育を受けた経験はない。
また、ジョージ・ホイニンゲン＝ヒューンとは、写真家のデビューのきっかけを与えられたということもあり、のちのちまで交流を続けることになる。戦後も写真家として活躍した。
ホルストがスタジオにおける作品を得意としていたことについて、次のような記述がある。
建築とデザインにバックグラウンドがあるホルストは状況が完璧にコントロールできる室内のスタジオ撮影を好みました。彼は撮影前に自分の写真の完成イメージを綿密に計算していました。特にセットにこだわり、自分自身がデザインすることもあったそうです。そしてイメージ通りの 写真を作り上げりことができたのです。。日本語の文献で、ホルストに焦点を当てたような書籍は、2010年現在存在しない。
- ホルスト写真展　60年の軌跡、第1部1991年10月9日-11月10日、第2部1991年11月13日-12月8日、prinz（京都）